# Inner Circle
Inner Circle (також The Inner Circle Band або The Bad Boys of Reggae) — ямайський регі гурт, створений у Кінгстоні в 1968 році. Вперше гурт підтримав The Chosen Few на початку 1970-х, а потім об'єднався з успішним сольним виконавцем Джейкобом Міллером і випустив низку записів. Ця ера гурту закінчилася зі смертю Міллера в автокатастрофі у 1980 році.
За час свого існування гурт здобув «Греммі». Для їхньої музики характерні ямайські попбіти та драйв.
Брати Ян та Роджер Льюїс залишаються незмінними учасниками гурту, граючи на бас-гітарі та гітарі відповідно. Серед інших давніх учасників — клавішник Бернард «Touter» Харві, учасник гурту з 1973 року, та барабанщик Ланселот Холл, який приєднався до гурту під час його реформування у 1986 році. Склад гурту доповнюють вокаліст Тревор «Скатта» Боннік і соло-гітарист Андре Філіпс.

## Склад
- Ян Льюїс — бас, вокал (1968—1980, 1981—1982, з 1986)
- Роджер Льюїс — гітара, вокал (1968—1980, 1981—1982, з 1986)
- Бернард «Тутер» Гарві — клавішні, вокал (1973—1980, 1981—1982, з 1986)
- Ланселот Голл — ударні (з 1986)
- Тревор «Скатта» Боннік — вокал (з 2013)
- Андре Філліпс — гітара (з 2017)

###### Колишні учасники
- Майкл «Ібо» Купер — клавішні (1968—1973)
- Стівен «Кет» Кур — гітара (1968—1973)
- Вільям Кларк — вокал (1970—1973; помер 2014)
- Вільям Стюарт — ударні (1970—1973)
- Ірвін «Морква» Джаретт — ударні (1970—1972; помер 2018)
- Мілтон «Пріллі» Гамільтон — вокал (1973)
- Чарльз Фаркуарсон — клавішні (1973—1980, 1981—1982)
- Келвін Маккензі — ударні (1973—1980, 1981—1982)
- Фанкі Браун — вокал (1973—1974)
- Джейкоб Міллер — вокал (1974—1980; помер 1980)
- Ед Елізальде — гітара (1977—1978)
- Джо Ортіс — гітара (1978—1980)
- Лестер Аддерлі — гітара (1979—1980)
- Норман Ґрант — вокал (1980)
- Марк Кастро — гітара (1981—1982)
- Рік Гант — вокал (1981—1982)
- Ентоні «Джуніор» Дуглас — ударні, беквокал (1981—1982)
- Калтон Коффі — вокал (1986—1994)
- Дейв Ґонсалес — гітара (1989)
- Кріс Бентлі — вокал (1994—2008)
- Jr. Jazz — вокал, гітара (2008—2011)
- Майкл Стерлінг — гітара, вокал (2013—2017)

## Дискографія
- Dread Reggay Hits (1973)
- Heavy Reggae (1974)
- Reggae Thing (1976)
- Barry Biggs and the Inner Circle (1977) (with Barry Biggs)
- Ready for the World (1977)
- Everything is Great (1979)
- New Age Music (1980)
- Something So Good (1982)
- One Way (1987)
- Identified (1989)
- Black Roses (1990)
- Bad to the Bone (1992)
- Reggae Dancer (1994)
- Da Bomb Speak My Language (1996)
- Jamaika Me Crazy (1998)
- State of Da World (2009)